# Matusi
Matusi ( укр. Матусі) — перша українська соціальна мережа для спілкування мам, вагітних та плануючих вагітність жінок, заснована Станіславом Рудніченко, представлена у вигляді мобільного додатка, який доступний більш ніж у 170 країнах та 5 мовами. Головним завданням Matusi є знайомство, спілкування, підтримка жінок незалежно від їх місця перебування.
Програма доступна до завантаження на двох платформах App Store  та Google Play  . Усі оновлення виходять одночасно.

## Історія назви
Назва соціальної мережі походить від українського пестливого слова "мама", свідомо обмежуючи доступ користувачів чоловічої статі.

## Зміст програми
Користувачі соціальної мережі можуть вести віртуальний щоденник від початку вагітності до дорослішання своїх дітей, використовуючи індивідуальні хештеги та фотографії, а також брати участь у флешмобах та конкурсах, підписуватись на інших користувачів та стежити за їх материнством, ставити запитання та отримувати поради.
1. ↑  Андрус, Катерина (16 серпня 2022). MATUSI: Уродженка Нікополя разом з чоловіком створили соцмережу для матусь. nikopol.nikopolnews.net (укр.). Процитовано 16 серпня 2022.
2. ↑  Matusi. App Store (брит.). Процитовано 30 липня 2022.
3. ↑  Приложения в Google Play – Matusi. play.google.com (рос.). Процитовано 30 липня 2022.